# Cima Lusera
La Cima Lusera è una montagna di 2325 metri sul livello del mare delle Alpi Graie meridionali, sottosezione Alpi di Lanzo e dell'Alta Moriana.

## Toponimo
Il toponimo deriva dalla presenza sul versante N di losa, che in passato veniva estratta in cava, ora abbandonata.

## Accesso alla vetta
La vetta della montagna si può raggiungere con percorsi di tipo escursionistico dalla frazioni di Usseglio Perinera, Andriera e Pian Benot. Gli ultimi metri prima della cima sono dati EE/F.

### Cartografia
- Cartografia ufficiale italiana dell'Istituto Geografico Militare (IGM) in scala 1:25.000 e 1:100.000, consultabile on line
- Istituto Geografico Centrale - Carta dei sentieri e dei rifugi scala 1:50.000 n. 2 Valli di Lanzo e Moncenisio
- Istituto Geografico Centrale - Carta dei sentieri e dei rifugi scala 1:25.000 n. 103 Alte Valli di Lanzo